# تانگشتدت (پینه‌برگ)
تانگشتدت (به آلمانی: Tangstedt) یک شهر در آلمان است که در پینبرگ واقع شده‌است. تانگشتدت ۲٬۲۴۷ نفر جمعیت دارد.